# Тит Ларций Флав
Тит Ларций Флав (на латински: Titus Larcius Flavus) e римски консул през 501 пр.н.е. и 498 пр.н.е. Неговите колеги са Постум Коминий Аврунк и Квинт Клоелий Сикул. По време на първия му консулат той е избран за първия диктатор на Римската република заради войната с латините. Началник на конницата е Спурий Касий Вецелин.

## Произход
Произлиза от етруския gens Ларции, с когномен Флав, а понякога и Руф. Брат е на Спурий Ларций, който е римски консул през 506 пр.н.е. и 490 пр.н.е. и през 507 пр.н.е. се бие заедно с Хораций Кокъл и Тит Херминий против Ларс Порсена, като защитава водещия мост над Тибър към Рим.